# コムコシステム
株式会社コムコシステムは、システムエンジニア派遣や勤怠管理・営業支援 クラウド型ERPの開発及び運営を行う東京都品川区に本部を置く株式会社。

## 企業概要
東京都港区で中小企業向けシステムインテグレーター事業を開始したことを源とする。Webシステム、金融基幹システム、及びIT基盤（インフラ）システムの開発支援を行うシステムエンジニアリングサービスを主力事業とするが、2022年10月に自社開発による クラウド型ERP「ALL IN CUBE 勤怠管理」の販売を開始した。

## 沿革
- 1989年（平成元年） - 東京都港区で創業。中小企業向けシステムインテグレーター事業開始。
- 1991年（平成03年） - コンピュータ機器・サプライの販売を開始。システムフォームの受注・販売を開始。
- 1996年（平成08年） - 開発センターを東京都品川区（五反田事業所）に開設。
- 1997年（平成09年） - 物流管理ソフトパッケージ「=LogiCS」の販売を開始。
- 2000年（平成12年） - 入出荷管理ソフトパッケージ「物流即戦力」の販売を開始。
- 2002年（平成14年） - 本社を東京都墨田区に移転。
- 2004年（平成16年） - 資本金を2,000万円に増資。
- 2011年（平成23年） - インフラサービスを開始。
- 2013年（平成25年） - IT基盤事業部を新設。
- 2018年（平成30年） - 本社・事業所を統合。東京都品川区（現住所）に移転。
- 2022年（令和04年） - クラウド型ERP「ALL IN CUBE 勤怠管理」をリリース。